# Schänis

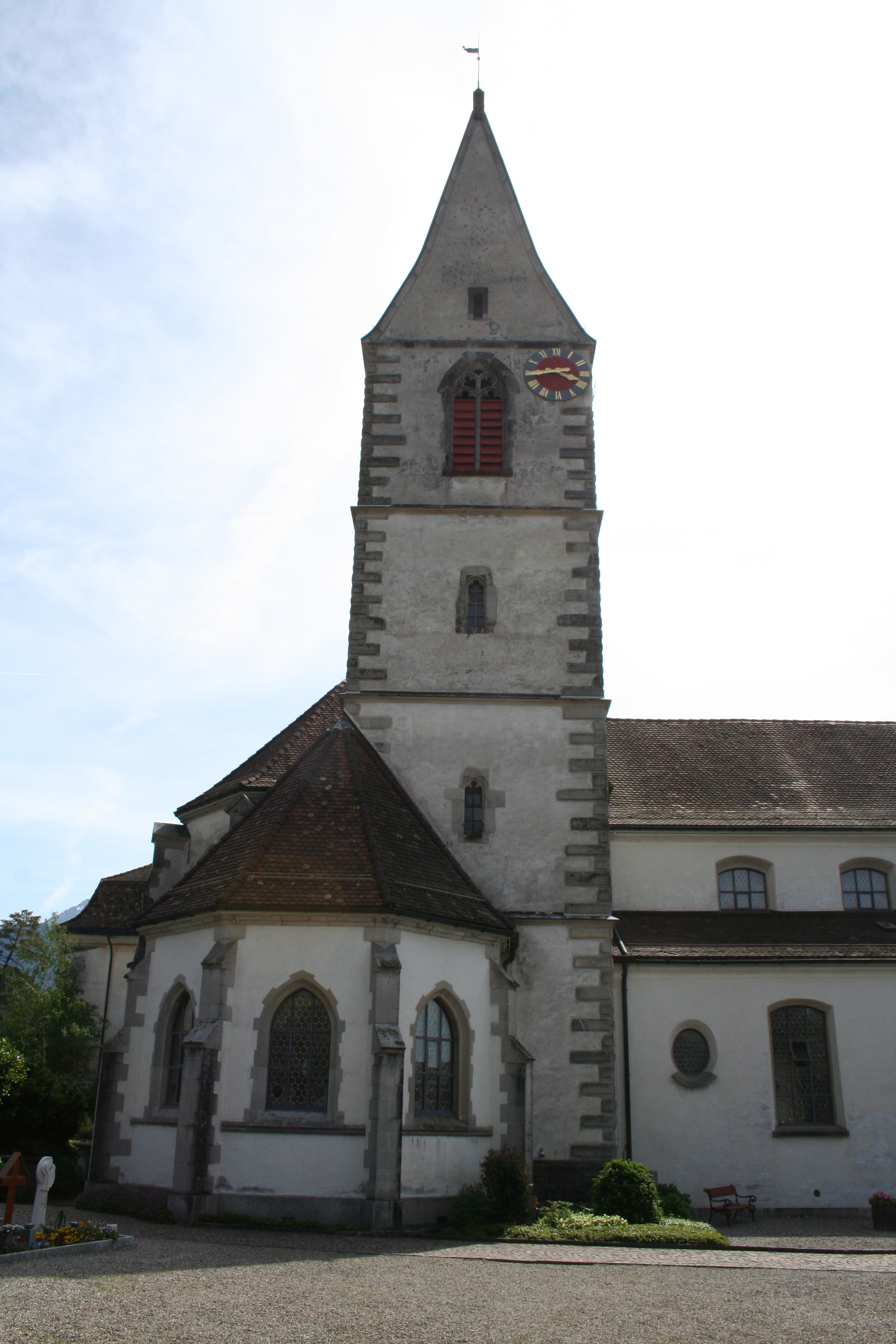
Église village de Schänis

Photo aérienne (1947)

Schänis est une commune suisse du canton de Saint-Gall, située dans la circonscription électorale de See-Gaster.